# Eurico Brilhante Dias
Eurico Jorge Nogueira Leite Brilhante Dias (Lisboa, 15 de março de 1972) é professor universitário e político português. Atualmente, assume as funções de deputado à Assembleia da República, na XVI Legislatura, eleito pelo círculo eleitoral de Leiria, Presidindo à Comissão Parlamentar do Trabalho, Segurança Social e Inclusão.
Na XV legislatura assumiu o cargo de Presidente do Grupo Parlamentar do partido socialista.
Licenciado em Gestão de Empresas, com mestrado e doutoramento em Ciências Empresarias, é Professor universitário. Foi eleito deputado à Assembleia da República na XV legislatura pelo círculo de Leiria. Foi deputado nas XIII, XIV legislaturas, em que exerceu funções de Vice-Presidente da Comissão dos Assuntos Europeus e membro da Comissão de Orçamento, Finanças e Modernização Administrativa. 
Foi-lhe atribuído o Prémio IPDAL-Vista Alegre em 2023, pelo contributo relevante para a cooperação económica e comercial entre Portugal e a América Latina. O Governo Brasileiro atribui-lhe a condecoração de Grande Oficial da Ordem de Rio Branco.
Desempenhou no executivo o cargo de Secretário de Estado da Internacionalização no XXI e XXII Governo Constitucional liderados por António Costa.

## Atividade profissional
Brilhante Dias foi diretor da Licenciatura de Gestão do ISCTE, e Coordenador de Mestrados e Pós-Graduações no INDEG ISCTE.
Foi também Administrador Executivo da AICEP Portugal Global com o pelouro da internacionalização de PMEs, da Avaliação das Candidaturas ao Sistema de Incentivos para a Internacionalização de PMEs e das IFIs, assim como administrador executivo da AICEP Global Parques, com o pelouro de Marketing e Finanças, com especial destaque para a promoção da Zona Industrial e Logística de Sines.
Foi coordenador da equipa que recebeu o Prémio ESRI 2009 para o melhor projeto na administração pública para localização de investimento em Portugal (Projeto Global Find). É membro da Ordem dos Economistas, da European International Business Association e da APLOG.

Atual membro do Secretariado Nacional do PS, foi militante da JS e é militante do PS desde 1995.